# Pteris manniana
Pteris manniana är en kantbräkenväxtart som beskrevs av Georg Heinrich Mettenius och Oskar Kuhn. Pteris manniana ingår i släktet Pteris och familjen Pteridaceae. Inga underarter finns listade.